# Donja Greda
 Donja Greda  falu Horvátországban Zágráb megyében. Közigazgatásilag Rugvicához tartozik.

## Fekvése
Zágráb központjától 24 km-re délkeletre, községközpontjától 4 km-re északkeletre, az A3-as autópálya mellett fekszik.

## Története
A települést 1642-ben említik először. A középkorban a bozsjákói uradalomhoz tartozott. Egyházilag a dugo seloi Szent Kereszt plébánia része volt.
1857-ben 159, 1910-ben 241 lakosa volt. Trianon előtt Zágráb vármegye Dugo Seloi járásához tartozott. Később Dugo Selo község része volt. 1993-ban az újonnan alakított Rugvica községhez csatolták. 2001-ben 118 lakosa volt.

## Lakosság
| Lakosság változása | Lakosság változása | Lakosság változása | Lakosság változása | Lakosság változása | Lakosság változása | Lakosság változása | Lakosság változása | Lakosság változása | Lakosság változása | Lakosság változása | Lakosság változása | Lakosság változása | Lakosság változása | Lakosság változása |
| ------------------ | ------------------ | ------------------ | ------------------ | ------------------ | ------------------ | ------------------ | ------------------ | ------------------ | ------------------ | ------------------ | ------------------ | ------------------ | ------------------ | ------------------ |
| 1857               | 1869               | 1880               | 1890               | 1900               | 1910               | 1921               | 1931               | 1948               | 1953               | 1961               | 1971               | 1981               | 1991               | 2001               |
| 159                | 162                | 175                | 207                | 224                | 241                | 239                | 233                | 166                | 158                | 153                | 133                | 112                | 118                | 118                |

## Külső hivatkozások
Rugvica község hivatalos oldala